# 1996 في المجر
فيما يلي قوائم الأحداث التي وقعت خلال عام 1996 في المجر.

## رياضة
- 11 أغسطس – جائزة المجر الكبرى 1996 الفائز جاك فيلنوف.

## مواليد

### سبتمبر
- 23 سبتمبر – غابرييلا توث لاعبة كرة يد مجرية.

## وفيات

### مارس
- 9 مارس – إيمري كوفاكس (مواليد 1921) لاعب كرة قدم مجري.

### يوليو
- 20 يوليو – رافائيل باتاي (مواليد 1910)

### سبتمبر
- 20 سبتمبر – بول إيردوس (مواليد 1913)